# Aino-Kaisa Pekonen

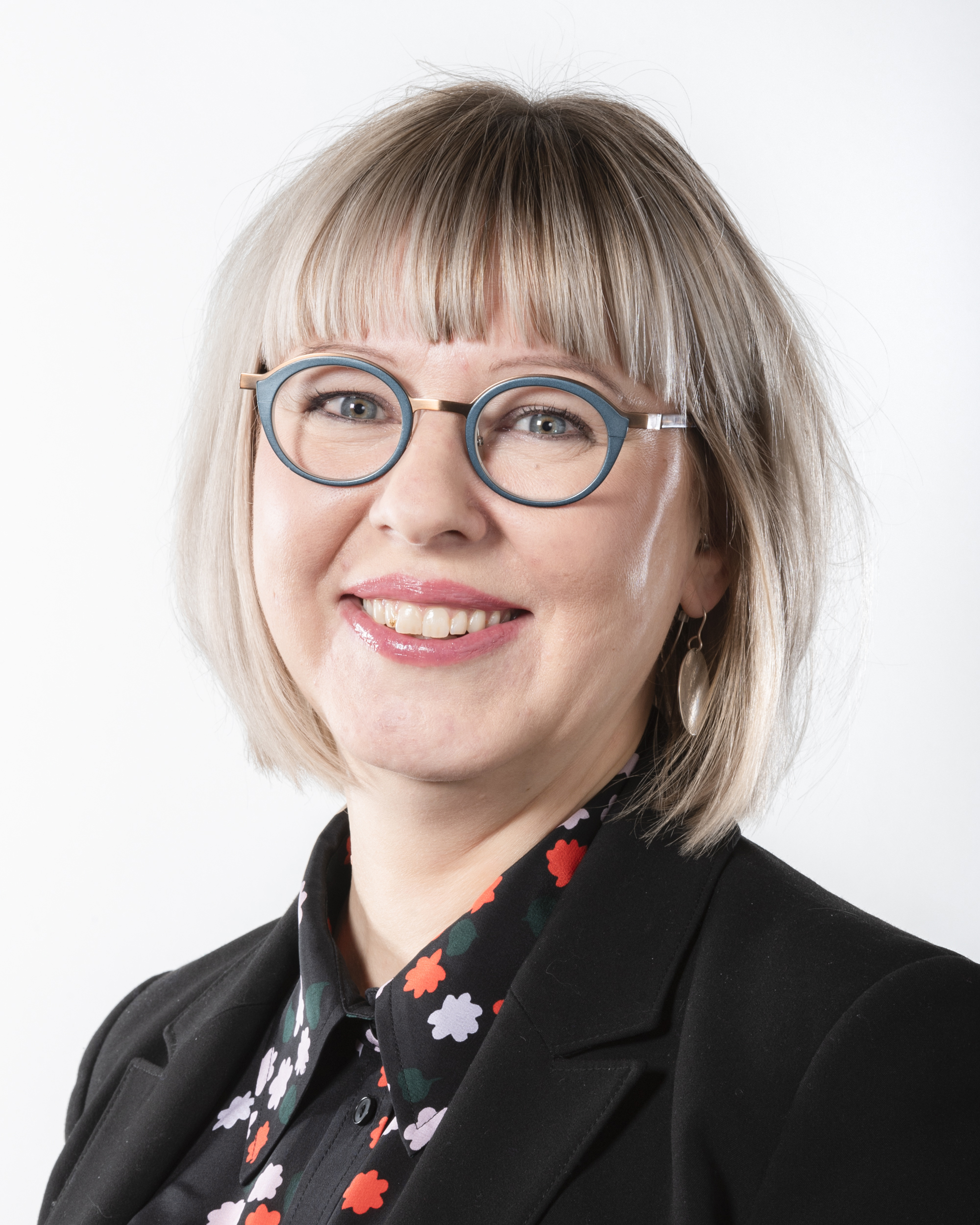
Aino-Kaisa Pekonen (2019)

Aino-Kaisa Ilona Pekonen (* 24. Januar 1979 als Aino-Kaisa Ilona Hirviniemi in Riihimäki) ist eine finnische Politikerin des Linksbündnisses. Sie war von Juni 2019 bis Juni 2021 Ministerin für Soziales und Gesundheit in den Kabinetten Rinne und Marin.

## Leben
Aino-Kaisa Pekkonen hat 2000 eine Ausbildung als Pflegeassistentin abgeschlossen. Seit der Parlamentswahl 2011 ist sie als Abgeordnete des Wahlkreises Häme Mitglied des finnischen Parlaments. Sie ist verheiratet und hat drei Kinder.